# Ganashakti Patrika
Ganashakti Patrika is een Bengaals dagblad, dat verschijnt in de Indiase deelstaat West-Bengalen. Het is het orgaan van de Communistische Partij van India (Marxistisch). De politieke kleur is dan ook communistisch. De krant verschijnt in drie edities: in Kolkata, Durgapur en Siliguri. Het blad heeft een oplage van 230.000 exemplaren (2011). Het blad, dat in 1967 begon als een tweewekelijks verschijnend blad, is een broadsheet. De uitgever en hoofdredacteur is Narayan Dutta. Het is gevestigd in Kolkata.